# Abejas grises
Abejas grises es una novela del autor ucraniano Andrey Kurkov.
Publicado originalmente en 2018, traducido por Boris Dralyuk y publicado en inglés en 2020 (por MacLehose Press, Reino Unido) y en 2022 (por Deep Vellum, EE. UU.) y traducido por Esther Cruz Santaella en castellano (por Alfaguara, Barcelona).
Esta novela tiene "elementos tanto de fábula como de épica",  y dramatiza el conflicto en Ucrania a través de las aventuras de un apicultor.

## Reseña
La novela "Abejas Grises" transporta al lector a un mundo de ficción en el campo de batalla entre Ucrania y Rusia. La trama se desarrolla en un pueblo fronterizo donde la vida tranquila de sus pobladores se ve interrumpida por el conflicto entre las dos naciones. La historia sigue los destinos entrelazados de varios personajes, cada uno luchando con sus propias batallas internas y externas.
En medio del caos y la incertidumbre, los habitantes del pueblo se ven obligados a enfrentar decisiones difíciles mientras luchan por mantener su humanidad y sus lazos comunitarios intactos. La narrativa explora temas de resistencia, sacrificio, amor y pérdida, ofreciendo una mirada perspicaz a las complejidades de la guerra y sus repercusiones en la vida cotidiana de las personas.